# Ponte Raspi
Il ponte Raspi  o ponte Sansoni è un ponte di Venezia, situato nel sestiere di San Polo. Mette in collegamento Calle de Ca' Raspi con il Campiello dei Sansoni, scavalcando il rio delle Beccarie.

## Storia
Il ponte prende il nome dalla famiglia Raspi, famiglia di mercanti facoltosi giunti nella città lagunare, da Bergamo, nel 1360. La struttura è stata soggetta a un intervento di restauro nel 2008. Il ponte è stato modificato eliminando i gradini e facilitando, così, l'utilizzo ai soggetti con problemi di deambulazione.